# Seno de Reloncaví
Le Seno de Reloncaví est un golfe marin du sud du Chili, situé dans la région des Lacs. Il marque l'extrémité méridionale de la Vallée Centrale et est considéré comme le début de la Patagonie chilienne. 

## Géographie
Ce golfe marin s'ouvre vers le nord du golfe d'Ancud, entre l'île Puluqui et la côte du continent. Il a une forme elliptique et mesure 44 kilomètres (24 milles marins) du nord au sud et 31 km d'est en ouest. Sur sa rive nord-est s'ouvre le grand estuaire de Reloncaví qui pénètre dans le continent sur 55 kilomètres de profondeur. Dans sa partie occidentale se trouvent les îles Tenglo, Maillén, Guar et Puluqui. Un canal étroit appelé « paso Tautil », et le détroit entre les îles Queullín et Nao sont les seuls endroits où le seno communique avec le golfe d'Ancud.

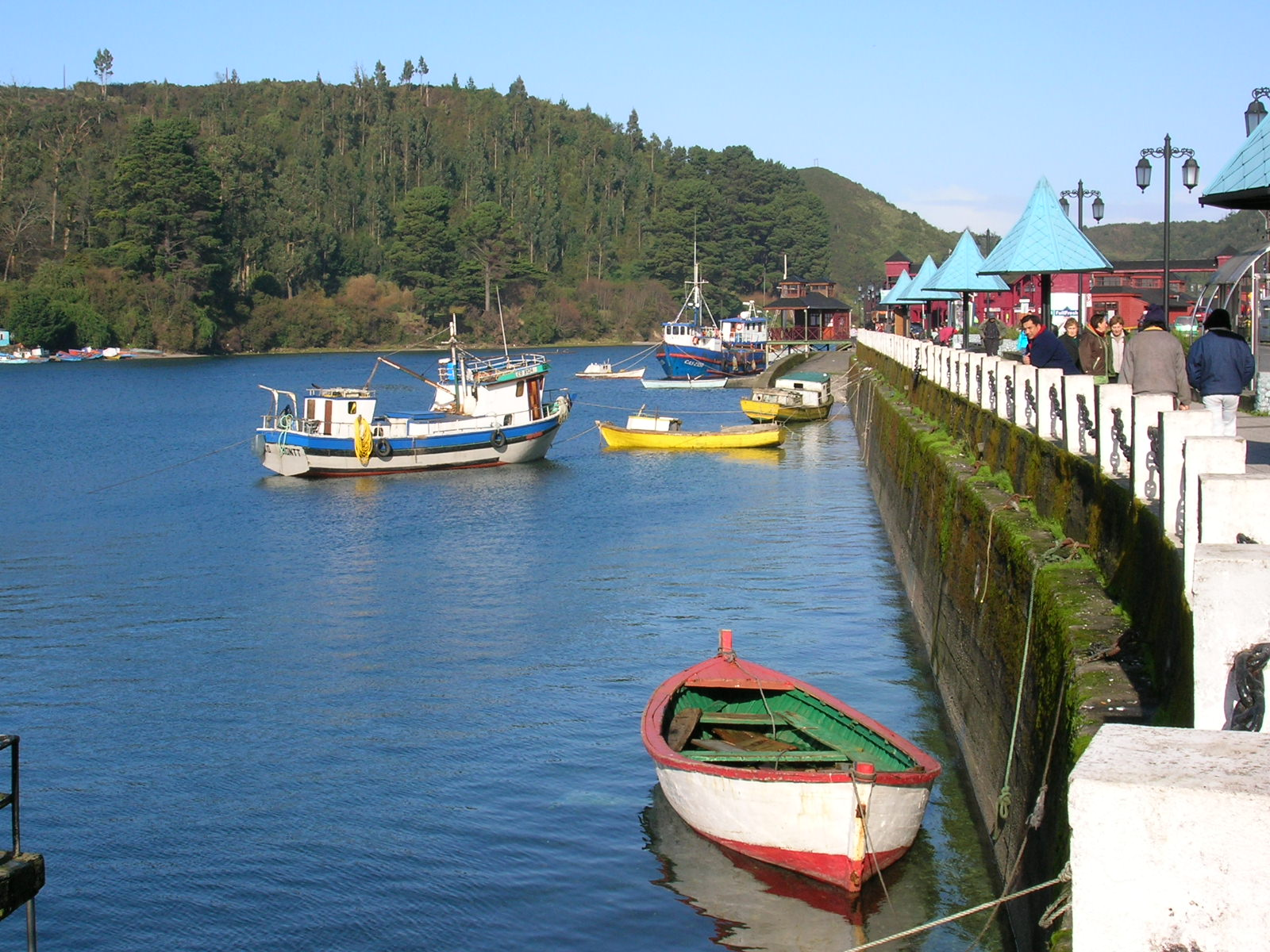
Puerto Montt-Angelmó

Le seno de Reloncaví marque la fin de la Vallée Centrale chilienne. À cet endroit, celle-ci s'abime dans l'océan Pacifique. C'est le résultat de l'érosion glaciaire survenue il y a des milliers d'années. De même que les golfes d'Ancud et du Corcovado,  il s'agissait d'un grand lac qui jadis fit partie de la Vallée Centrale. Ultérieurement ces lacs furent envahis par l'océan à la suite de mouvements tectoniques, depuis toujours fort importants dans la région.
Sur sa rive nord se trouve la ville de Puerto Montt, une des plus importantes du Chili. À partir du seno de Reloncaví, diverses embarcations relient le continent aux localités de l'île de Chiloé et de la Patagonie chilienne.